# 小嶋龍亮
小嶋龍亮（こじま りゅうすけ）は日本の財務官僚。

## 来歴
子供の頃から物理学者を目指していた。麻布高等学校在学中に地下鉄サリン事件に遭遇し、自分の手で、日本の不安と戦いたいと考え出した。高校3年次に文転。一浪し、東京大学文科一類に入学。東京大学法学部卒業。2003年 財務省入省（主計局総務課）。2004年5月 主計局主計企画官付調整第一係。2008年6月からジョージタウン大学公共政策大学院、ハーバード大学ケネディ行政大学院へ留学。2010年7月 大臣官房政策金融課長補佐。「株式会社国際協力銀行法案（JBIC法案）」を実質的に作成した。2015年7月 主計局総務課長補佐（歳入・国債係主査）。2016年 主計局主計官補佐（文部科学第四係主査）。科学技術、スポーツ予算を担当。2018年7月 理財局財政投融資総括課長補佐。民間では対応できない分野に対し、金融支援などを行った。2021年7月9日 大臣官房文書課長補佐兼大臣官房文書課法令審査室長。2022年7月1日 大臣官房文書課長補佐兼大臣官房文書課調査室長。2023年6月28日 大臣官房企画官兼内閣官房国家安全保障局企画官。

## 略歴
- 2003年4月：財務省入省（主計局総務課）。
- 2004年5月：主計局主計企画官付調整第一係。
- 2005年：仙台国税局調査査察部。
- 2006年7月：総務省情報通信政策局総合政策課。
- 2008年6月：留学（ジョージタウン大学公共政策大学院、ハーバード大学ケネディ行政大学院）。
- 2010年7月：大臣官房政策金融課長補佐。
- 2011年：関税局関税課長補佐。
- 2012年：理財局総務課長補佐。
- 2013年6月：理財局国債企画課長補佐。
- 2014年7月：大臣官房文書課長補佐（審査・情報公開・個人情報保護・文書）[6]。
- 2015年7月：主計局総務課長補佐（歳入・国債係主査）。
- 2016年：主計局主計官補佐（文部科学第四係主査）（科学技術、スポーツ予算担当）。
- 2017年7月：主計局主計官補佐（環境係主査）。
- 2018年7月：理財局財政投融資総括課長補佐。
- 2019年7月：内閣官房内閣総務官室総理大臣秘書官補（秘書専門官） 兼 内閣官房副長官補付。
- 2021年7月9日：大臣官房文書課長補佐 兼 大臣官房文書課法令審査室長。
- 2022年7月1日：大臣官房文書課長補佐 兼 大臣官房文書課調査室長。
- 2023年6月28日：大臣官房企画官 兼 内閣官房国家安全保障局企画官。